# Łamanie tekstu
Łamanie, łamanie tekstu, łamanie kolumny – tworzenie obrazu kolumny poprzez nadanie surowej zawartości tekstowej cech tekstu sformatowanego oraz połączenie tekstu z grafiką. Łamanie odbywa się na podstawie projektu, czyli makiety.
Termin pochodzi z czasów zecerstwa, gdzie łamanie polegało na ułożeniu szpalty tekstu w łamy na kolumnie (lub kolumnach). Nazwa wzięła się od czynności „odłamania”, czyli oddzielenia, a mówiąc prościej – pobrania fragmentu szpalty równego wysokości łamu. Łamanie w obecnym znaczeniu jest pojęciem trochę szerszym w stosunku do zecerskiego, gdyż obecnie łamie się tekst niesformatowany w sformatowany bezpośrednio w docelowym miejscu na kolumnie, podczas gdy zecer już na etapie składania tekstu tworzył jego postać typograficzną (krój pisma, stopień pisma, szerokość wiersza, przenoszenie wyrazów, podział na akapity, itp.), a „łamacz” (czyli ówczesny metrampaż) rozmieszczał sformatowany tekst na kolumnach zajmując się czynnościami kończącymi, jak np. podział akapitów pomiędzy ilustracjami i łamami.
Teoretycznie łamanie odnosi się wyłącznie do operacji związanych z samym tekstem, jednak w praktyce DTP termin łamanie jest nazwą ogółu czynności wykonywanych przy układaniu elementów tworzących obraz strony publikacji – mówi się więc o łamaniu czyjejś pracy, książki, ulotki, afisza, gazety, katalogu itp. Natomiast w przypadku zleceń opartych głównie na grafice nie stosuje się tego terminu i tak np. reklamy czy plakatu już się nie łamie tylko raczej robi, wykonuje a najczęściej przygotowuje. Podobnie w przypadku prac opartych wyłącznie na tekście (książka bez ilustracji, afisz), można mówić wyłącznie o składaniu, bez łamania.